# Campagna mongola contro gli Xia orientali
La campagna mongola contro gli Xia orientali fu uno degli sforzi bellici sostenuti nella prima metà del XIII secolo dall'allora neonato Impero mongolo durante la guerra contro la dinastia Jin, parte della loro conquista della Cina. Gli Xia orientali furono un'effimera dinastia dell'impero cinese sorta per mano del signore della guerra Jurchen Puxian Wannu che tradì la dinastia Jīn e cercò di costruirsi un dominio nelle terre contese tra Mongoli e Jurchen-Jīn. Già alleatosi ai mongoli contro i Jīn, Wannu si ribellò ai suoi alleati nel 1217 ma fu ricondotto all'obbedienza. Riuscì il colpo nel 1221 ma fu sconfitto e giustiziato un decennio dopo, nel 1233, per ordine di Ögödei Khan che diede le terre Xia in appannaggio allo zio Temüge.

## Contesto
All'inizio del XIII secolo, Temujin del clan mongolo Borjigin, futuro Gengis Khan, iniziò a consolidare il suo potere in nell'Altopiano della Mongolia, assoggettando o distruggendo le altre etnie nomadi della steppa eurasiatica. Nello stesso periodo, la Cina propriamente detta era divisa in tre stati dinastici separati: nel nord, la dinastia Jīn di etnia Jurchen controllava la Manciuria e le terre cinesi a nord del fiume Huai; la dinastia Xia occidentale di etnia Tangut governava parti della Cina occidentale; la dinastia Song di etnia Han regnava nel sud. La provincia sud-occidentale del Yunnan, al confine con la Birmania, era infine sede d'un potentato autonomo sin dal X secolo noto come Regno di Dali.
Nel 1210, una delegazione Jurchen arrivò alla corte di Gengis Khan, ormai primo Khagan dei mongoli (r. 1206–27), per proclamare l'ascensione di Wányán Yǒngjì (r. 1209-1213) al trono di Jīn e chiese la sottomissione dei mongoli come stato vassallo. Temugin rifiutò l'offerta e sfidò apertamente l'autorità di Wányán, dopodiché radunò i suoi per la guerra. Le operazioni cominciarono nel 1211, con Gengis Khan che puntava al cuore dominio Jīn nella Cina del Nord (v.si battaglia di Yehuling) mentre il suo generale Jebe attaccava la Manciuria sottomessa agli Jurchen. Fin dal principio della campagna, i mongoli ricevettero aiuto da numerosi disertori Jīn di etnia Kitai che, al tempo della dinastia Liao (907-1125), avevano dominato quelle terre salvo essere poi sottomessi dagli Jurchen: a Yehuling, un disertore kitai informò Temugin dell'esatta posizione delle forze nemiche, mentre nel Liandong (oggi parte del Liaoning cinese ma allora parte della Manciuria sud-orientale) il condottiero Yelü Liuge del clan imperiale degli Yelü guidò la rivolta kitai contro i Jīn con il supporto di Jebe.
Puxian Wannu era allora un condottiero Jurchen al servizio dei Jīn, impegnato nelle operazioni per contrastare l'avanzata mongola e la ribellione dei kitai. Nel 1212, l'imperatore Xuanzong di Jīn lo aveva incaricato di domare la ribellione di Yelü Liuge, ora affiancato dai mongoli di Jebe, ma ne era stato sconfitto. Nel 1213 il ribelle fondò la dinastia Liao orientale (東遼T, 东辽S, Dōng LiáoP) e si sottomise a Gengis Khan. Wannu tornò ad attaccare Yelü nel 1214 ma ne fu nuovamente sconfitto. I kitai presero la città di Kaiyuan (Liaoning) quale loro capitale. L'anno dopo (1215), i mongoli conquistarono la capitale Jīn di Zhongdu e Wannu sfruttò l'opportunità per stabilire un suo stato separatista nel Liaoning, originariamente con sede a Liaoyang, la capitale orientale dei Jīn: il regno prese il nome di Dongxia/Dongzhen, anche noto come dinastia Xia orientale (東夏T, 东夏S, Dōng XiàP), creato con il supporto dei mongoli.

## Conquista
Nel 1216, Yelü Liuge occupò Liaoyang, scacciandone Wannu che nello stesso anno mandava suo figlio Tege da Gengis Khan come ostaggio quale prova della sua lealtà al neonato Impero mongolo. Resosi conto dell'inutilità di stabilire un regno nel Liaoning, dove i membri del clan Yelü avevano preso a combattersi tra loro (Yelü Sibu, fratello minore di Yelü Liuge, aveva fondato una dinastia Liao posteriore 後遼T, 后辽S, Hòu LiáoP ostile a Gengis Khan) Wannu si trasferì nel nord-est della Manciuria, nel bacino del Tumen, lungo il confine della Corea, allora retta dal Goryeo, e (1217) tentò di ribellarsi ai mongoli, profittando dell'assenza del Khagan impegnato nella conquista dell'Asia centrale, ma fu rapidamente sconfitto e ricondotto all'obbedienza dal valente generale Mukhali, lasciato da Gengis al comando delle operazioni contro i Jīn.
Nel 1218, gli eserciti degli Xia orientali si unirono ai mongoli all'inseguimento dei resti degli eserciti kitai della dinastia Liao posteriore che stavano invadendo il Goryeo (Corea). I coreani supportarono lo sforzo bellico, riconoscendosi vassalli sia dell'Impero mongolo sia degli Xia orientali. Wannu, nel decennio successivo, fece irruzione a Goryeo numerose volte e dal 1221 tornò ad operare indipendentemente dai mongoli nei confronti dei quali misconobbe il vassallaggio.
Nel 1231, Ögödei Khan, figlio ed erede di Gengis Khan quale secondo Khagan dell'impero, ordinò la prima invasione mongola della Corea, riportando l'attenzione mongola sulle terre degli Xia di Wannu. L'anno successivo (1232), il Khagan ordinò ai coreani di attaccare gli Xia. Nel 1233, rientrate l'armata dalla seconda invasione della Corea, Ögödei inviò il figlio Güyük (futuro Khagan) e il generale Alchidai a sottomettere gli Xia orientali. Gli eserciti mongoli sopraffecero rapidamente gli Xia: Wannu fu catturato e decapitato e la sua effimera dinastia fu sopraffatta.
Il territorio conquistato fu dato in appannaggio al fratello più giovane del defunto Gengis Khan, Temüge.

## Conseguenze
L'occupazione del territorio Xia orientale in pianta stabile permise ai mongoli di meglio gestire le successive spedizioni contro la Corea (1235-1239, 1247-1248, 1253-1254, 1255 e 1257), paese che fu sistematicamente costretto al vassallaggio ma mai definitivamente conquistato dai gengiscanidi. La conquista di tutta la Cina non sarebbe stata completa dai mongoli che nel 1279, con la battaglia di Yamen, dopo l'annosa campagna contro la dinastia Song (1235-1279).

### Fonti
- (MN) Монголын Нууц Товчоо (Mongolyn Nuuc Tovčoo) [Storia segreta dei Mongoli], 1240. ed.  Sergei Kozin (a cura di), Storia segreta dei Mongoli, traduzione di M. Olsùfieva, Guanda, 2021, ISBN 9788823525818.
- Rashid al-Din Hamadani, Jami' al-tawarikh, XIV secolo. ed. (EN) Rashid al-Din Hamadani, The Successors of Genghis Khan, traduzione di John Andrew Boyle, Columbia University Press, 1971.

### Studi
- (EN) Thomas Allsen, The rise of the Mongolian empire and Mongolian rule in north China, in Denis C. Twitchett, Herbert Franke e John King Fairbank (a cura di), The Cambridge History of China: Volume 6, Alien Regimes and Border States, 710–1368, Cambridge University Press, 1994,  pp. 321-413, ISBN 978-0-521-24331-5.
- (EN) Herbert Franke, The Chin Dynasty, in Denis C. Twitchett, Herbert Franke e John King Fairbank (a cura di), The Cambridge History of China: Volume 6, Alien Regimes and Border States, 710–1368, Cambridge University Press, 1994,  pp. 215-320, ISBN 978-0-521-24331-5.
- (EN) William E. Henthorn, Korea: The Mongol Invasions, Leida, BRILL, 1963, ISBN 978-1297514982.
- (EN) George Lane, Genghis Khan and Mongol Rule, Greenwood Publishing Group, 2004, ISBN 978-0-313-32528-1.
- (EN) Chris Peers, Genghis Khan and the Mongol War Machine, Barnsley, Pen and Sword Books, 2015, ISBN 978-1-4738-5382-9.
- (EN) Frank McLynn, Genghis Khan: His Conquests, His Empire, His Legacy, Boston, Hachette Books, 2015, ISBN 978-0-306-82396-1.